# Dosaggio immunologico
La tecnica del dosaggio immunologico (immunoassay) è un test biochimico che misura la presenza o la concentrazione di macromolecole o micromolecole in una soluzione attraverso l'uso di un anticorpo o di un antigene.
La molecola rilevata dal test è chiamata analita, ed è in molti casi una proteina. Può tuttavia essere di diverso tipo e dimensione fintantoché l'anticorpo conserva la capacità di riconoscere e legare una determinata molecola.
Analiti in fluidi biologici quali siero o urina sono spesso misurati utilizzando tale tecnica per fini medici o di ricerca.
La tecnica del dosaggio immunologico si applica in varie forme: può infatti essere condotta nel caso di test eterogenei (o separativi) con passaggi multipli aggiungendo e lavando i reagenti o separandoli in fasi diverse oppure, nel caso di test omogenei (non separativi) miscelando il campione con i reagenti e conducendo una misurazione fisica.